# خوزه لوئیز ویلگرا
خوزه لوئیز ویلگرا (انگلیسی: José Luis Villagra؛ زادهٔ ۲۴ فوریهٔ ۱۹۸۶) بازیکن فوتبال اهل آرژانتین است.
از باشگاه‌هایی که در آن بازی کرده‌است می‌توان به باشگاه فوتبال نیولز اولد بویز اشاره کرد.